# La Bruère-sur-Loir
La Bruère-sur-Loir település Franciaországban, Sarthe megyében. Lakosainak száma 250 fő (2022. január 1.). La Bruère-sur-Loir Vaas, Chenu, Nogent-sur-Loir, Saint-Germain-d’Arcé és Montval-sur-Loir községekkel határos.

## Népesség
A település népességének változása:
| Lakosok száma | 271  | 250  | 248  | 244  | 245  | 247  | 248  | 250  | 250  |
|               | 2013 | 2015 | 2016 | 2017 | 2018 | 2019 | 2020 | 2021 | 2022 |